# Leslie E. Robertson
Leslie Earl Robertson (Manhattan Beach (Californië), 12 februari 1928 - San Mateo (Californië), 11 februari 2021) was een Amerikaans civiel ingenieur. Zijn bekendste werk was het voormalige World Trade Center in New York. Robertson had de leiding over de bouw van de Twin Towers van het World Trade Center.

## Loopbaan
Robertson behaalde een Bachelor of Engineering aan de Universiteit van Berkeley. Hij startte zijn carrière in 1952 bij het ingenieurs- en architectenbureau Kaiser Engineers. Zes jaar later trad Robertson als partner in dienst bij het in 1923 opgerichte Worthington, Skilling, Helle & Jackson, waar hij 20 jaar aan de slag was. In zijn periode bij Worthington, Skilling, Helle & Jackson werd hij aangesteld als hoofdingenieur voor de bouw van het World Trade Center in Lower Manhattan, zijn eerste project in de categorie hoogbouw.
Hij was vanaf 1967 actief als directeur en zou dat blijven tot 1982, het jaar waarin Robertson het bedrijf overnam. Worthington, Skilling, Helle & Robertson heette voortaan Leslie E. Robertson and Associates. Robertson was als leidinggevend ingenieur voor Leslie E. Robertson and Associates (LERA) verantwoordelijk voor projecten als het Meadowlands Sports Complex in East Rutherford (New Jersey), het museum Rock and Roll Hall of Fame in Cleveland, het Shanghai World Financial Center en de Bank of China Tower in Hongkong. Hij was ook nauw betrokken bij de plannen voor de Nakheel Tower in Dubai en de Lotte World Tower in Seoel.
Na de bomaanslag op het World Trade Center op 26 februari 1993 zorgden Robertson en zijn team ervoor dat het gebouw na een maand weer functioneel was, waarna hij namens LERA de burgemeesterprijs in ontvangst mocht nemen. Robertson kreeg de prijs uit handen van David Dinkins, toenmalig burgemeester van de stad New York. Toen de gebouwen in 2001 als gevolg van een tweede terroristische aanslag instortten, konden de Twin Towers een langdurige belasting weerstaan, maar bezweken de torens door zware brand. Robertson verweet zichzelf dat hij de stalen kern van de torens niet met beton had versterkt, zodat de draagconstructie langere tijd een brand zou hebben doorstaan.
Voor de Twin Towers van het World Trade Center bedacht hij een systeem van mechanische demping tegen de windbelasting. De ingelaste, stalen buizen ("tube system") met horizontale gebinten ("trusses") ter ondersteuning van geprefabriceerde vloerbedekking en stalen perimeterkolommen langs de omtrek – die zijwindbelasting opvingen en maximale kantoorruimte creëerden zonder storende kolommen – was een pionier in hoogbouwconstructies. Hij speelde ook een pioniersrol in het gebruik van computers ter berekening. Voor de Bank of China Tower was hij baanbrekend met een megastructuur bestaande uit driehoekige elementen.
In juni 2019 reageerde Robertson zwaar geëmotioneerd op de aanslagen op het World Trade Center en zei: "Afgezien van de reactie die een burger heeft, het verdriet dat we allemaal voelen, moet je begrijpen dat ik zeven dagen per week aan dit project heb gewerkt. Ik was jong en energiek. Het was gewoon verschrikkelijk om te zien, pijnlijk en vreselijk."
Leslie E. Robertson was houder van meerdere eredoctoraten. Verder was hij lid van de National Academy of Engineering.
Hij overleed 1 dag voor zijn 93e verjaardag.

## Prijzen
- Henry C. Turner Prize - National Building Museum (2002)
- OPAL Award - American Society of Civil Engineers (2003)
- J. Lloyd Kimbrough Award - American Instute of Steel Construction (2003)
- Fazlur Khan Medal (2004)
- John Fritz Medal - American Association of Engineering Societies (2012)